# Coleocentrus karafutonis
Coleocentrus karafutonis là một loài tò vò trong họ Ichneumonidae.